# Liste de villes d'Érythrée
Ce tableau récapitule les principales villes d'Érythrée selon leur population. Le rang indiqué est celui du dernier recensement de 2000, les informations de 2004 et 2005 sont le fruit d'estimations et celles de 2012 de calculs.
| Rang | Villes      | Cens.1984 | Cens.2000, | 2004/2005 | Calc.2012 | Région            |
| ---- | ----------- | --------- | ---------- | --------- | --------- | ----------------- |
| 1    | Asmara      | 275 385   | 407 500    | 543 207   | 697 013   | Maekel            |
| 2    | Assab       | 31 307    | 57 600     | 72 114    | 101 284   | Debub-Keih-Bahri  |
| 3    | Keren       | 26 149    | 38 700     | 57 604    | 82 198    | Anseba            |
| 4    | Massaoua    | 15 441    | 26 149     | 37 077    | 53 090    | Semien-Keih-Bahri |
| 5    | Édd         | 7 500     | 18 100     | 11 259    | 14 446    | Debub-Keih-Bahri  |
| 6    | Mendefera   | 12 184    | 18 000     | 28 492    | 25 332    | Debub             |
| 7    | Barentu     | 2 500     | 15 900     | 20 968    | 18 778    | Gash Barka        |
| 8    | Adi Keyh    | 8 691     | 12 900     | 13 061    | 16 758    | Debub             |
| 9    | Ghinda      | 7 702     | 11 400     | 11 560    | 14 832    | Semien-Keih-Bahri |
| 10   | Mersa Fatma | --        | 11 400     | --        | --        | Semien-Keih-Bahri |
| 11   | Beylul      | --        | 11 100     | 14 055    | --        | Debub-Keih-Bahri  |
| 12   | Dek'emhare  | 7 290     | 10 800     | 10 959    | 14 061    | Debub             |
| 13   | Nakfa       | --        | 10 000     | 26 662    | --        | Semien-Keih-Bahri |
| 14   | Agordat     | 5 948     | 8 700      | 8 857     | 11 364    | Gash-Barka        |
| 15   | Himbirti    | --        | 8 700      | --        | --        | Maekel            |
| 16   | Nefasit     | --        | 8 600      | --        | --        | Semien-Keih-Bahri |
| 17   | Adi Quala   | 4 465     | 6 700      | 7 589     | 8 668     | Debub             |
| 18   | Senafe      | 4 019     | 5 900      | 6 831     | 7 705     | Debub             |
| 19   | Segeneiti   | 3 328     | --         | 5 656     | --        | Debub             |
| 20   | Teseney     | 2 531     | 3 700      | 3 753     | 4 815     | Gash-Barka        |

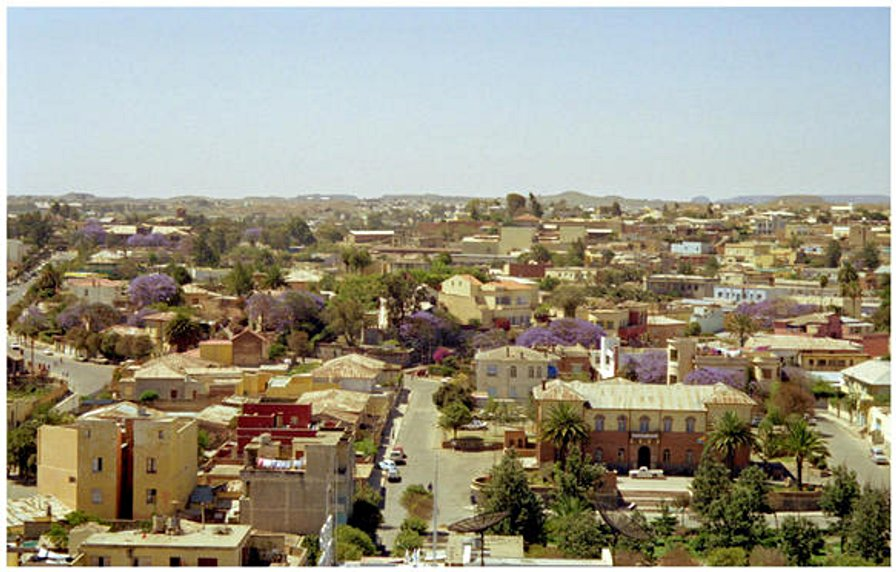
Asmara

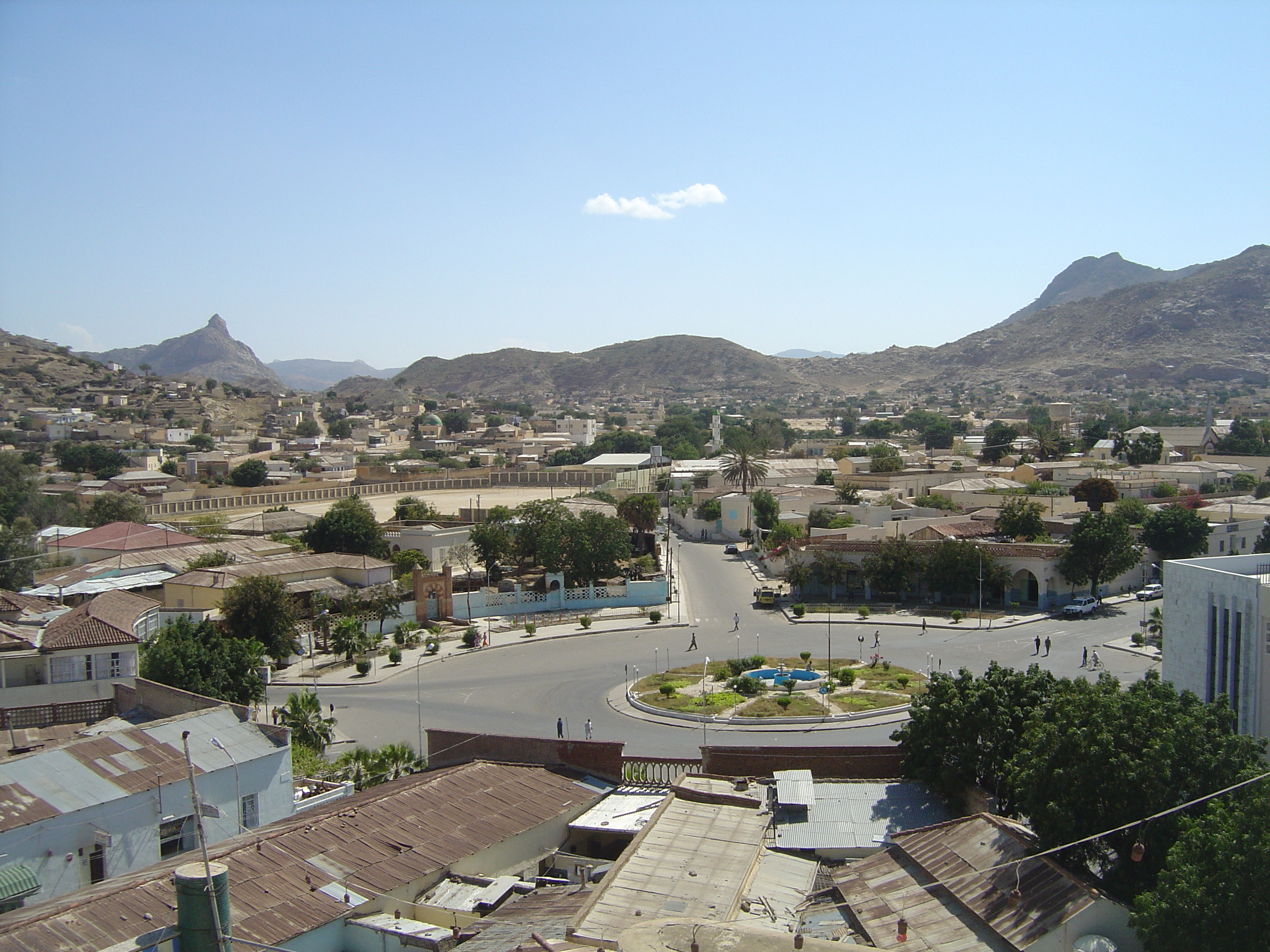
Keren

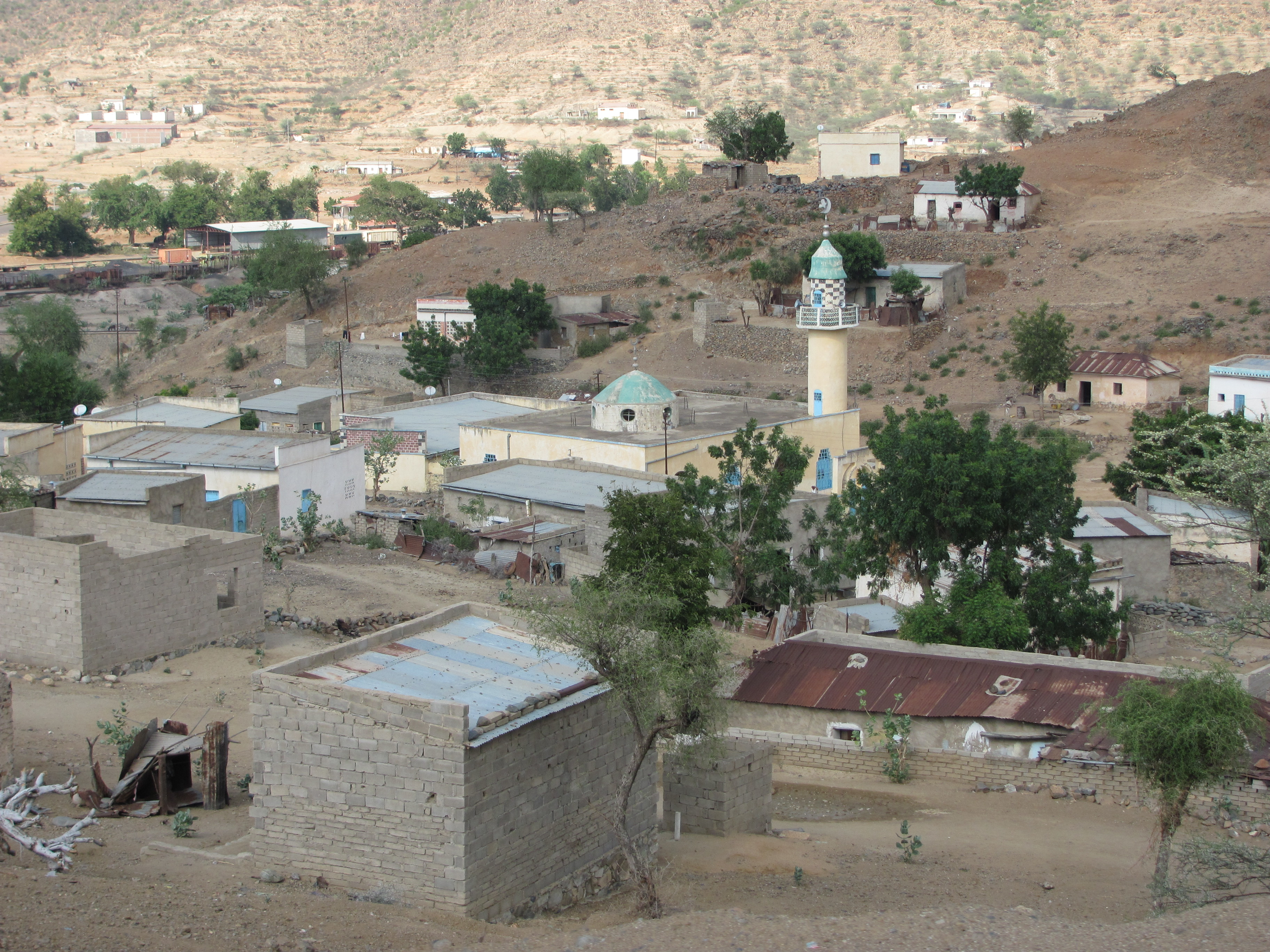
Ghinda

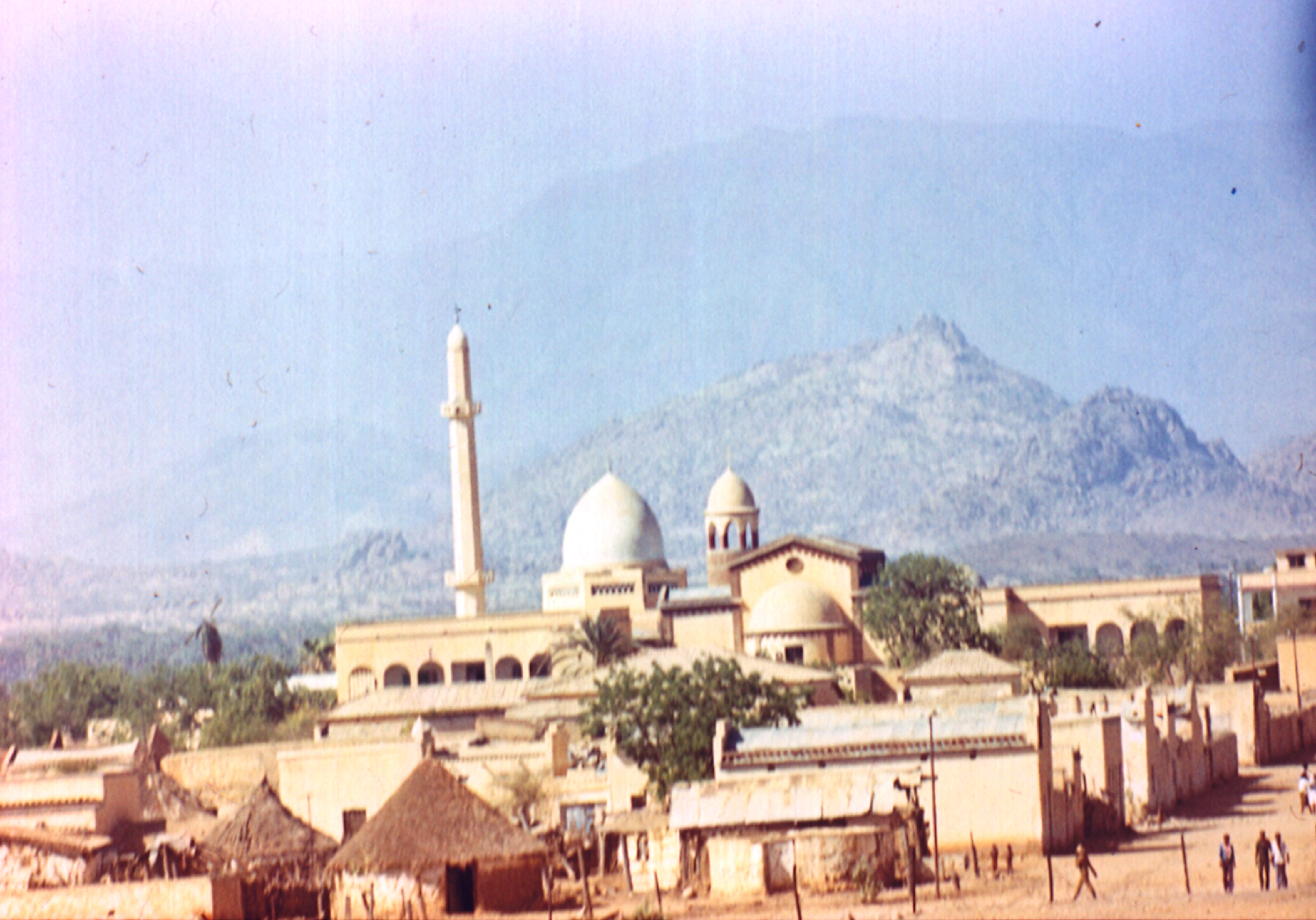
Agordat

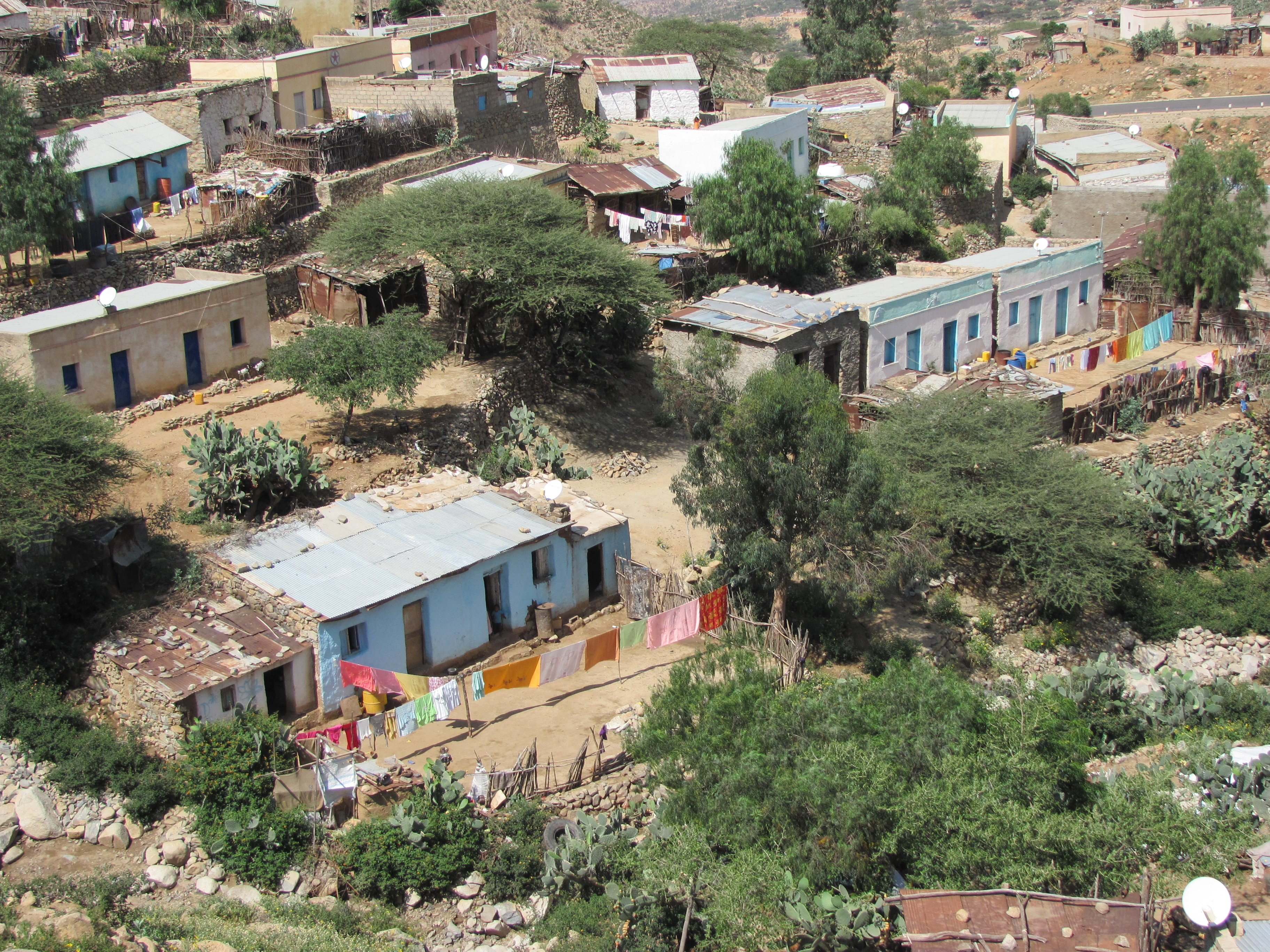
Nefasit

Ce tableau met en lumière la croissance urbaine de l'Érythrée dont la population ne cesse d'augmenter, les prévisions pour 2050 projettent, ainsi, une élévation de plus de 300 % de la population urbaine.

## Autres villes et villages
- Haut – A
- B
- C
- D
- E
- F
- G
- H
- I
- J
- K
- L
- M
- N
- O
- P
- Q
- R
- S
- T
- U
- V
- W
- X
- Y
- Z

### A
- Adarte
- Afabet
- Algena
- Arkiko

### B
- Badmé
- Bera'isole
- Bihde
- Bisha

### G
- Ghala Nefhi
- Ghela'elo

### H
- Haykota
- Hayle Adi Bota
- Hlelika

### K
- Karora
- Kelmet
- Kerkebet
- Keru

### M
- Mensura
- Monkullo

### N
- Nessartu

### O
- Omhajer

### S
- Saline
- Sebderat

### T
- Tio

### Z
- Zula